# Cas Bagó
El Cas Bagó és el nom que rep la polèmica sobre presumpta corrupció en la contractació de les empreses del Grup Serhs pels menjadors i altres serveis dels hospitals catalans concertats finançats amb recursos públics mentre el president del consorci hospitalari, Ramon Bagó i Agulló, ho era també d'aquesta empresa. Abans d'aquest càrrec, Bagó havia estat alcalde de Calella per Convergència i Unió (1979-1991) i director general de Turisme de la Generalitat de Catalunya (1980-1984). El cas va donar lloc a una investigació de la fiscalia anticorrupció i a una comissió d'investigació al Parlament de Catalunya.

## Història

### Publicació
L'any 2012 la revista Cafè amb llet va denunciar irregularitats en la contractació de l'empresa SEHRS per als Hospitals concertats del Consorci de Salut i Social de Catalunya. Per aquest motiu la revista va ser denunciada per Josep Maria Via (implicat en un altre cas relacionat) i finalment condemnada pel jutjat de primera instància 37 de Barcelona a pagar una multa de 10.000 € per atemptar al seu honor.

### Comissió d'investigació
L'estiu de 2012, al final de la IX legislatura, el PSC va demanar l'obertura d'una comissió d'investigació sobre la gestió de la sanitat catalana degut als casos de presumpta corrupció del grup Innova de Reus, l'Hospital de Sant Pau de Barcelona i les contractacions del grup Sehrs pel Consorci de Salut i Social de Catalunya. Juntament amb la comissió d'investigació sobre la gestió de les entitats financeres demanades per ICV-EUiA i ERC aquestes dues eren les primeres comissions d'investigació que es constituïen al Parlament de Catalunya.
L'avançament de les eleccions va paralitzar el treball de les dues comissions, que van haver de reprendre a petició de PSC, el PPC, ICV-EUiA i C's, sent constituïda el 12 d'abril de 2013, ja dins la X legislatura., i presidida per Meritxell Borràs (CiU) La comissió va convocar a trenta-tres compareixents, entre els quals Ramon Bagó, qui va comparèixer al mes de juny, on va negar-hi haver afavorit a les seves empreses. Les conclusions de la comissió, aprovades pel ple del Parlament el 7 de novembre de 2013, van reconèixer l'excel·lència de la gestió de sistema sanitari català tot i reclamar la creació de mecanismes de control i d'impulsar una reforma estructural per restablir-ne la confiança. L'aprovació es va fer amb els vots a favor dels grups de CiU i PSC, l'abstenció d'ERC i els vots en contra dels grups de ICV-EUiA, C's, la CUP i el PPC.

### Actuació de l'Oficina Antifrau i la Fiscalia Anticorrupció
El mateix any 2013 l'Oficina Antifrau de Catalunya (OAC) va presentar un meticulós informe en el que apreciava conductes delictives en la relació de dos organismes públics (Consell Comarcal del Maresme i Badalona Serveis Asistencials) i l'empresa SEHRS. En la presentació de l'informe el director de l'OAC, Daniel de Alfonso, va acusar Ramon Bagó, responsable de l'empresa, d'afavorir-la des dels seus càrrecs directius al Consorci Sanitari de Catalunya incomplint la llei d'incompatiblilitats. Per aquesta raó la OAC va traslladar els resultats de la seva investigació a la Fiscalia Superior de Catalunya perquè determinés si hi havia fets constitutius de delicte; aquesta va traslladar el cas a la Fiscalia Anticorrupció de Barcelona. El març de 2014 el fiscal Emilio Sánchez Ulled va arxivar el cas constatant que hi havia sospites però no es podia demostrar delicte, tot i que assenyalava diverses irregularitats per la creació de societats instrumentals (que permetien burlar el control) i per afavorir des de l'administració societats de les quals es forma part. El fiscal també assenyalava en el decret d'arxivament les insuficiències del marc legal per poder perseguir aquest tipus d'irregularitats.

## Cas Fernández Díaz
L'estiu de 2016 es faria públic que la causa hauria format part d'una suposada conxorxa duta a terme des de la mateixa oficina antifrau i el Ministre de l'Interior Espanyol, en el que es coneix com a Cas Fernández Díaz.